# 變質岩相
變質岩相（英語：metamorphic faceis）是在相似的壓力和溫度下形成的變質岩中的一組礦物組合。
每一個變質岩相都有一些指標礦物。 代表該變質岩相形成的環境。但缺少指標礦物並不代表相異的變質環境。因爲在變質前，如果岩石沒有所需的化學成分，指標礦物就不會結晶。
許多礦物是多晶型礦物，同樣化學成分，但在不同溫度和壓力下，結晶成不同礦物，例如鋁矽酸鹽（Al2SiO5），在低壓下結晶成紅柱石在，在高壓低溫下結晶成藍晶石，在高溫下結晶成矽線石。

## 分类
根據壓力和溫度，變質岩相分類如下:

### 低压变质岩相
以温度增高为序，包括下列各相：钠长绿帘角岩相（albite-epidote-hornfels）、普通角闪石角岩相（hornblende-hornfels）、辉石角岩相（pyroxene-hornfels）、透长岩相（sanidinite）。

### 中高压变质岩相
以温度增高为序，包括下列各相：沸石相（Zeolite facies）、葡萄石—绿纤石相（Prehnite-pumpellyite facies）、绿片岩相（Greenschist facies）、角闪岩相（Amphibolite facies）、麻粒岩相（Granulite facies）。

### 极高压相
以温度增高为序，包括下列各相：蓝片岩相（blueschist）、榴辉岩相（eclogite facies）。